# Datlík tříprstý
Datlík tříprstý (Picoides tridactylus) je středně velký druh šplhavce z čeledi datlovitých (Picidae).

## Popis

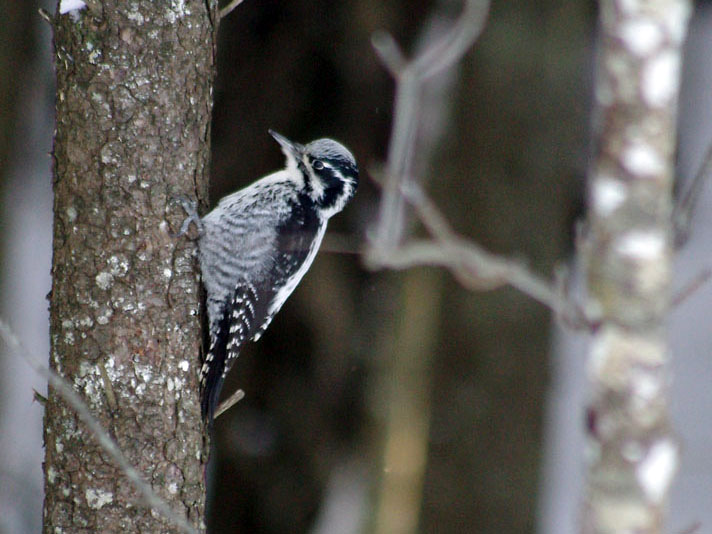
Samice

Téměř velikosti strakapouda velkého (délka těla 21,5–24 cm). Svrchu je černavý, s bílým pruhem za okem a bíle proužkovaným hřbetem a křídly. Spodina je bílá, hustě černě proužkovaná. Ocas černý s bílými okraji, které jsou černě pruhované. Samec má temeno žluté, kdežto samice černé, bíle pruhované. Jeden z prstů chybí. Přesto je datlík tříprstý výborný šplhavec.

## Rozšíření
Hnízdí v severských lesích Severní Ameriky a Eurasie, východně až po Kamčatku a Japonsko. Mimo to existuje také řada izolovaných populací v horských oblastech Evropy a Asie jižně od areálu souvislého rozšíření. Jde o stálý druh.

## Výskyt v Česku
V České republice hnízdí na Šumavě, v Blanském lese, Novohradských horách, Krkonoších (novodobě od roku 2010, odhad početnosti z roku 2015: 7–11 párů) a Beskydech, celková početnost je odhadována na 300–500 párů. V roce 2010 bylo pozorováno hnízdění i v Hrubém Jeseníku.
Výskyt je potvrzen i z Třemšínských Brd; poprvé zde byl pozorován v letech 1985–1989, pak roku 2015 (lokalita Marásek v jižních Brdech), o rok později byl vyfotografován (lokalita Pod Kamenem u obce Chynín). Je zvláště chráněný jako silně ohrožený druh.

## Biotop
Hnízdí v jehličnatých a smíšených lesích se starými smrky.

## Hnízdění

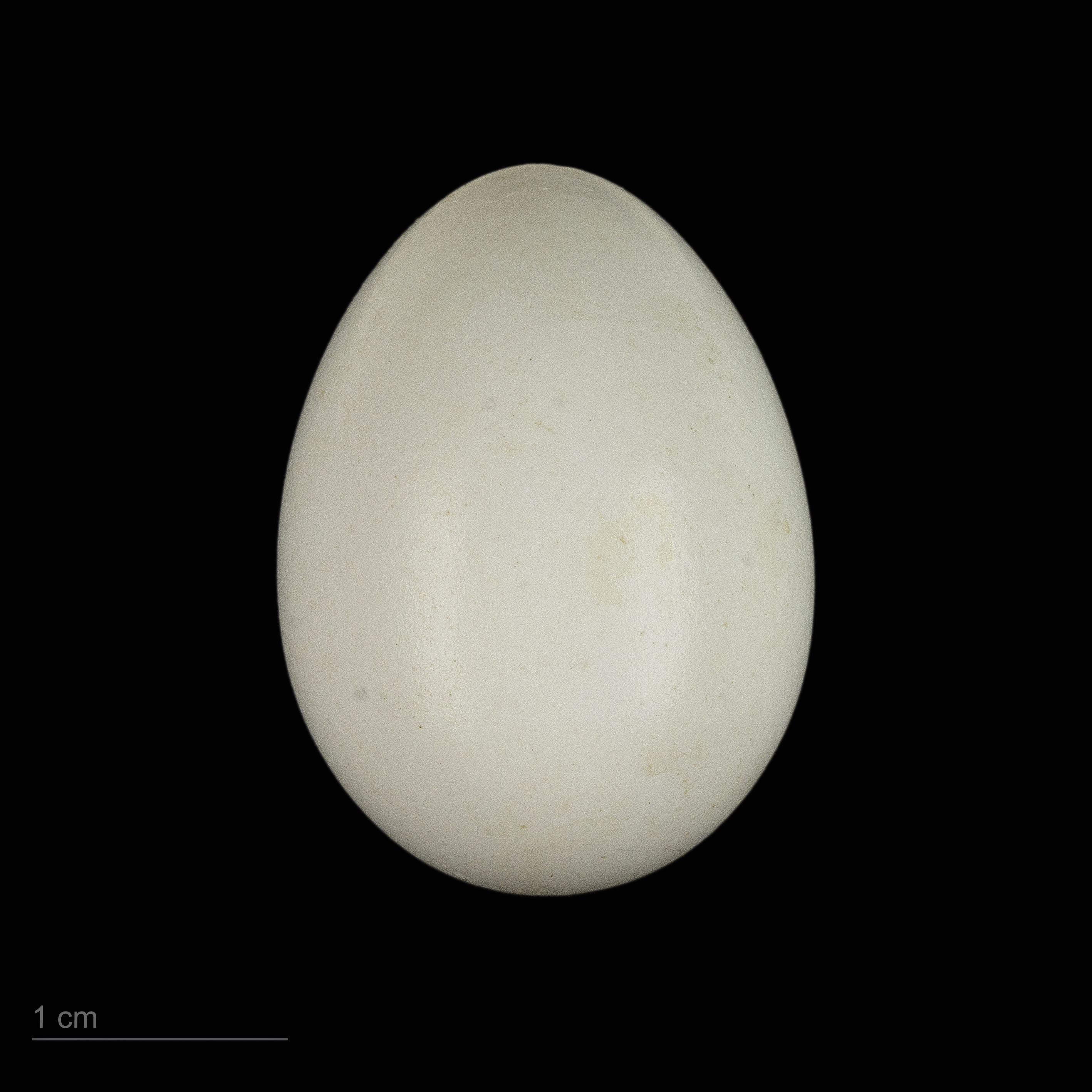
Vejce datlíka tříprstého

Je druhem monogamním. Hnízdí 1× ročně v dubnu až květnu v dutinách stromů, většinou jehličnatých (vletový otvor 4,5 × 5 cm). Každý rok tesají oba partneři dutinu novou. V jedné snůšce bývá 3–5 čistě bílých vajec o velikosti 24,4 × 18,5 mm. Inkubace trvá zhruba 11 dnů a podílí se na ní oba rodiče. Společně se také starají o mláďata, která opouští hnízdo po 22–25 dnech. Plně samostatná jsou pak ve věku až 2 měsíců.

## Potrava
V potravě převládá hmyz, hlavně v dřevě žijící brouci (kůrovci) a jejich larvy, občas také „kroužkuje“ stromy a požívá vytékající pryskyřici.